# Relacions entre Angola i Zimbàbue
Les relacions entre Angola i Zimbàbue es refereix a les relacions bilaterals històriques i actuals entre la República d'Angola i la República de Zimbàbue. Les relacions entre ambdós estats han estat cordials des de la seva independència (en 1975 la d'Angola i en 1980 la de Zimbàbue) durant la Guerra Freda. Però mentre que la política exterior d'Angola s'ha desplaçat a una postura favorable a la política exterior dels Estats Units sobre la base dels substancials llaços econòmics, sota el govern del President Robert Mugabe els llaços de Zimbàbue amb el món occidental es van deteriorar a la fi de la dècada del 1990.

## Guerra Civil d'Angola
El president Mugabe i el president de Sud-àfrica Nelson Mandela es van trobar a Lusaka, Zàmbia el 15 de novembre de 1994 per impulsar el suport al Protocol de Lusaka, un acord de pau signat l'agost que intentava finalitzar la Guerra Civil angolesa. Tant Mugabe com Mandela va dir que estarien disposat a reunir-se amb Jonas Savimbi, líder de UNITA. Mandela va demanar Savimbi que anés a Sud-àfrica, però Savimbi no hi va anar.
En 1998 el govern angolès va comprar uniformes i munició a Zimbabwe Defence Industries violant l'embargament d'armes imposat pel Protocol de Lusaka. Gràcies a l'enviament d'armes estrangers el govern d'Angola va prendre la iniciativa, obtingué un avantatge i finalment va acabar la guerra en 2002.

## Segona Guerra del Congo
Angola, Namíbia, i Zimbàbue van intervenir militarment en la Segona guerra del Congo (1998-2003), lluitant a favor del President Joseph Kabila contra el Moviment d'Alliberament del Congo (MLC) i Uganda, i el Reagrupament Congolès per la Democràcia i Ruanda. Mentre que les forces armades lleials a Angola i altres països veïns es va retirar el 2002, les de Ruanda i Zimbàbue es van quedar.
L'Índex de Percepció de Corrupció (CPI) de Transparència Internacional (TI) per 2003 va considerar els governs d'Angola i Zimbàbue com els més corruptes de l'Àfrica Austral. En una escala de 0 a 10 amb 0 el més corrupte i 10 el més transparent, TI puntuava Angola amb 1.8 i Zimbàbue amb 2.3, alguns dels ratis de corrupció més alts d'arreu del món.